# Pfarrkirche Mittewald an der Drau

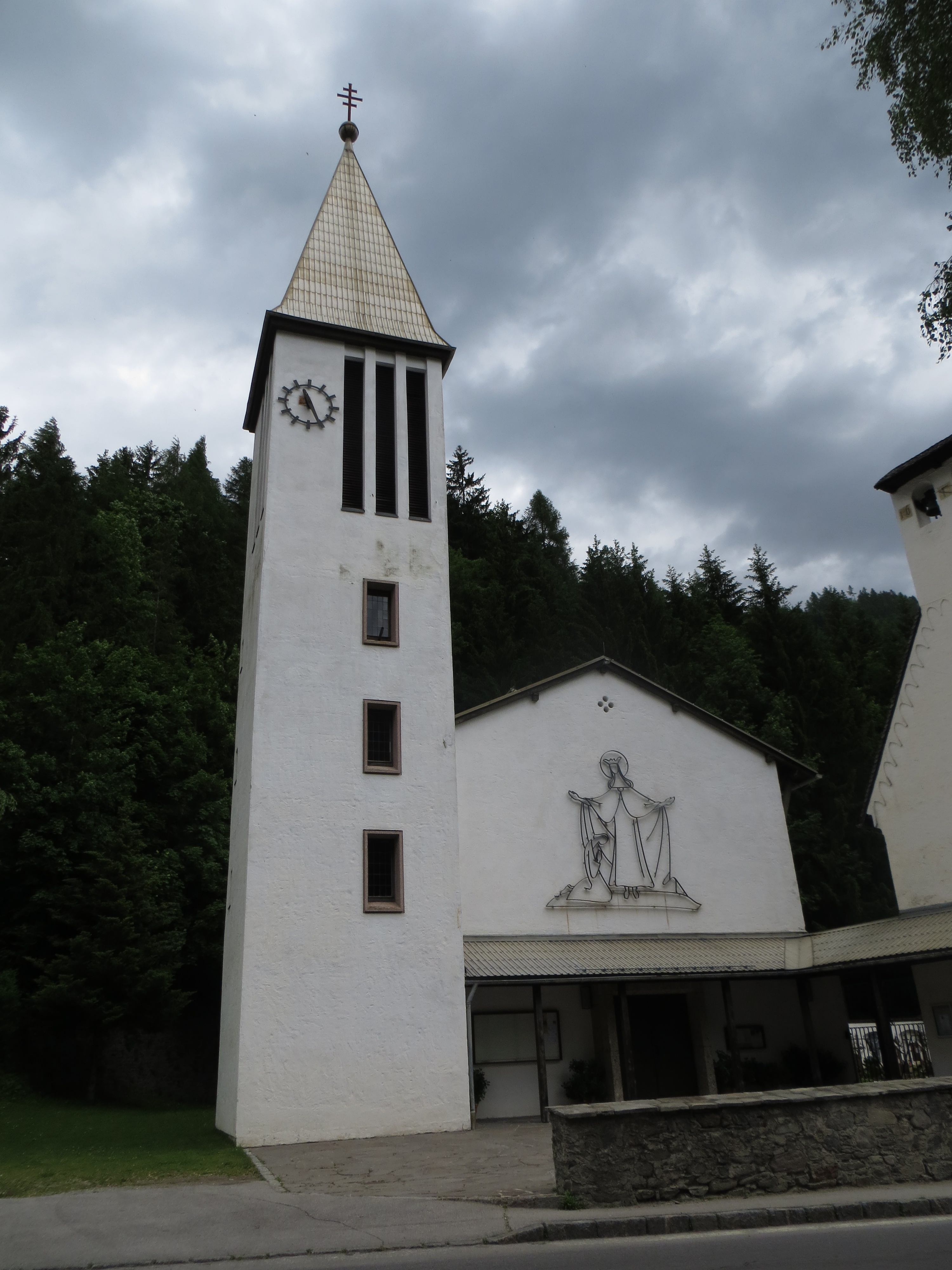
Katholische Pfarrkirche Mariä Unbefleckte Empfängnis in Mittewald

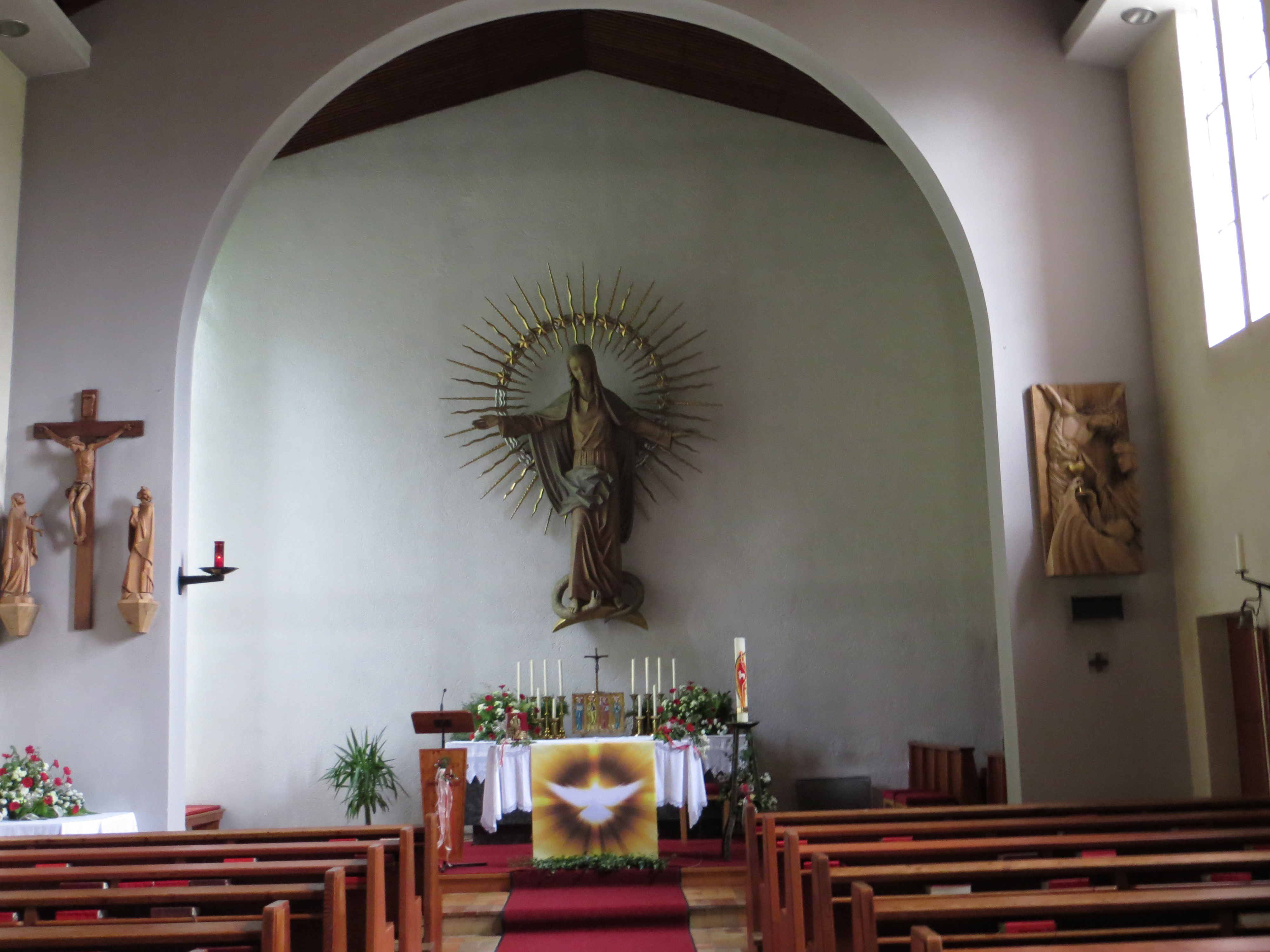
Langhaus, Blick zum Chor

Die Pfarrkirche Mittewald steht mittig in Mittewald an der Drau in der Gemeinde Assling im Bezirk Lienz im Bundesland Tirol. Die dem Patrozinium Unsere Liebe Frau Unbefleckte Empfängnis unterstellte römisch-katholische Pfarrkirche gehört zum Dekanat Lienz der Diözese Innsbruck. Die Kirche und der Friedhof stehen unter Denkmalschutz (Listeneintrag).

## Geschichte
Der Kirchenneubau erfolgte 1957/1958 nach den Plänen des Architekten Josef Menardi errichtet und 1958 geweiht.
1965 wurde aus Teilen der Pfarren Anras und Aßling das neue Pfarrvikariat Mittewald gebildet.

## Architektur
Die neuere Pfarrkirche steht in einem Bauensemble in einem Friedhof und ist baulich mit einem offenen gedeckten Gang mit der Alten Kirche verbunden. Zum Bauensemble gehört auch das Gasthaus Zur alten Post im Typus der Pustertaler Gasthäuser.
Der einfache nach Norden orientierte Kirchenbau unter einem Satteldach hat an der Südwestecke einen Turm mit einem hohen Zeltdach. Die Fassade zeigt das Bild Madonna der Straße nach einem Entwurf des Malers Franz Walchegger ausgeführt vom Kunstschmied Hermann Pedit.
Das Kircheninnere zeigt ein weites hallenartiges Langhaus unter einer flach gewölbten Holzdecke mit einer Pilastergliederung mit Viereckfenstern der Wände. Es gibt eine Empore. Hinter dem Triumphbogen zeigt sich der leicht eingezogene Chor.

## Ausstattung
Der Tabernakel zeigt Emailarbeiten der Firma Grießer. Die Marienstatue und die Reliefs der Stationstafeln schuf der Bildhauer Hans Buchgschwenter.